# Gran Premio motociclistico del Portogallo 2020
Il Gran Premio motociclistico del Portogallo 2020 è stato l'ultima prova del motomondiale 2020, disputato il 22 novembre all'Autódromo Internacional do Algarve. Le vittorie nelle tre classi sono andate rispettivamente a: Miguel Oliveira in MotoGP, Remy Gardner in Moto2 e Raúl Fernández in Moto3. Al termine del GP Enea Bastianini e Albert Arenas si sono laureati campione del mondo rispettivamente della classe Moto2 e Moto3.

## MotoGP
Mika Kallio sostituisce Iker Lecuona, che salta il Gran Premio in quanto risultato positivo al COVID-19.

### Arrivati al traguardo
| Pos. | Nº | Pilota            | Squadra                     | Motocicletta       | Giri | Tempo     | Griglia | Punti |
| ---- | -- | ----------------- | --------------------------- | ------------------ | ---- | --------- | ------- | ----- |
| 1º   | 88 | Miguel Oliveira   | Red Bull KTM Tech3          | KTM RC16           | 25   | 41'48.163 | 1º      | 25    |
| 2º   | 43 | Jack Miller       | Pramac Racing               | Ducati Desmosedici | 25   | +3.193    | 3º      | 20    |
| 3º   | 21 | Franco Morbidelli | Petronas Yamaha SRT         | Yamaha YZR-M1      | 25   | +3.298    | 2º      | 16    |
| 4º   | 44 | Pol Espargaró     | Red Bull KTM Factory Racing | KTM RC16           | 25   | +12.626   | 9º      | 13    |
| 5º   | 30 | Takaaki Nakagami  | LCR Honda Idemitsu          | Honda RC213V       | 25   | +13.318   | 11º     | 11    |
| 6º   | 4  | Andrea Dovizioso  | Ducati Team                 | Ducati Desmosedici | 25   | +15.578   | 12º     | 10    |
| 7º   | 6  | Stefan Bradl      | Repsol Honda                | Honda RC213V       | 25   | +15.738   | 6º      | 9     |
| 8º   | 41 | Aleix Espargaró   | Aprilia Racing Team Gresini | Aprilia RS-GP      | 25   | +16.034   | 14º     | 8     |
| 9º   | 73 | Álex Márquez      | Repsol Honda                | Honda RC213V       | 25   | +18.325   | 16º     | 7     |
| 10º  | 5  | Johann Zarco      | Esponsorama Racing          | Ducati Desmosedici | 25   | +18.596   | 7º      | 6     |
| 11º  | 12 | Maverick Viñales  | Monster Energy Yamaha       | Yamaha YZR-M1      | 25   | +18.685   | 8º      | 5     |
| 12º  | 46 | Valentino Rossi   | Monster Energy Yamaha       | Yamaha YZR-M1      | 25   | +18.946   | 17º     | 4     |
| 13º  | 35 | Cal Crutchlow     | LCR Honda Castrol           | Honda RC213V       | 25   | +19.159   | 4º      | 3     |
| 14º  | 20 | Fabio Quartararo  | Petronas Yamaha SRT         | Yamaha YZR-M1      | 25   | +24.376   | 5º      | 2     |
| 15º  | 42 | Álex Rins         | Suzuki Ecstar               | Suzuki GSX-RR      | 25   | +27.776   | 10º     | 1     |
| 16º  | 9  | Danilo Petrucci   | Ducati Team                 | Ducati Desmosedici | 25   | +34.266   | 18º     |       |
| 17º  | 82 | Mika Kallio       | Red Bull KTM Tech3          | KTM RC16           | 25   | +48.410   | 22º     |       |
| 18º  | 53 | Esteve Rabat      | Esponsorama Racing          | Ducati Desmosedici | 25   | +48.411   | 21º     |       |

### Ritirati
| Nº | Pilota            | Squadra                     | Motocicletta       | Giri | Griglia |
| -- | ----------------- | --------------------------- | ------------------ | ---- | ------- |
| 32 | Lorenzo Savadori  | Aprilia Racing Team Gresini | Aprilia RS-GP      | 22   | 19º     |
| 36 | Joan Mir          | Suzuki Ecstar               | Suzuki GSX-RR      | 15   | 20º     |
| 33 | Brad Binder       | Red Bull KTM Factory Racing | KTM RC16           | 2    | 13°     |
| 63 | Francesco Bagnaia | Pramac Racing               | Ducati Desmosedici | 0    | 15º     |

## Moto2
Jake Dixon non prende parte alla gara per un infortunio.

### Arrivati al traguardo
| Pos. | Nº | Pilota              | Squadra                  | Motocicletta | Giri | Tempo     | Griglia | Punti |
| ---- | -- | ------------------- | ------------------------ | ------------ | ---- | --------- | ------- | ----- |
| 1º   | 87 | Remy Gardner        | Onexox TKKR SAG          | Kalex        | 23   | 39'35.476 | 1º      | 25    |
| 2º   | 10 | Luca Marini         | SKY Racing Team VR46     | Kalex        | 23   | +1.609    | 2º      | 20    |
| 3º   | 22 | Sam Lowes           | EG 0,0 Marc VDS          | Kalex        | 23   | +3.813    | 5º      | 16    |
| 4º   | 72 | Marco Bezzecchi     | SKY Racing Team VR46     | Kalex        | 23   | +8.437    | 12º     | 13    |
| 5º   | 33 | Enea Bastianini     | Italtrans Racing         | Kalex        | 23   | +8.646    | 4º      | 11    |
| 6º   | 88 | Jorge Martín        | Red Bull KTM Ajo         | Kalex        | 23   | +8.899    | 6º      | 10    |
| 7º   | 16 | Joe Roberts         | Tennor American Racing   | Kalex        | 23   | +8.956    | 18º     | 9     |
| 8º   | 37 | Augusto Fernández   | EG 0,0 Marc VDS          | Kalex        | 23   | +9.568    | 8º      | 8     |
| 9º   | 7  | Lorenzo Baldassarri | Flexbox HP 40            | Kalex        | 23   | +10.367   | 17º     | 7     |
| 10º  | 97 | Xavi Vierge         | Petronas Sprinta Racing  | Kalex        | 23   | +11.084   | 13º     | 6     |
| 11º  | 42 | Marcos Ramírez      | Tennor American Racing   | Kalex        | 23   | +11.199   | 9º      | 5     |
| 12º  | 23 | Marcel Schrötter    | Liqui Moly Intact GP     | Kalex        | 23   | +16.864   | 21º     | 4     |
| 13º  | 64 | Bo Bendsneyder      | NTS RW Racing GP         | NTS          | 23   | +16.998   | 16º     | 3     |
| 14º  | 45 | Tetsuta Nagashima   | Red Bull KTM Ajo         | Kalex        | 23   | +18.550   | 10º     | 2     |
| 15º  | 44 | Arón Canet          | Pull&Bear Aspar          | Speed Up     | 23   | +20.169   | 15º     | 1     |
| 16º  | 12 | Thomas Lüthi        | Liqui Moly Intact GP     | Kalex        | 23   | +22.918   | 24º     |       |
| 17º  | 19 | Lorenzo Dalla Porta | Italtrans Racing         | Kalex        | 23   | +27.141   | 20º     |       |
| 18º  | 35 | Somkiat Chantra     | Idemitsu Honda Team Asia | Kalex        | 23   | +27.303   | 27º     |       |
| 19º  | 62 | Stefano Manzi       | MV Agusta Forward Racing | MV Agusta F2 | 23   | +27.340   | 19º     |       |
| 20º  | 77 | Dominique Aegerter  | NTS RW Racing GP         | NTS          | 23   | +44.924   | 22º     |       |
| 21º  | 55 | Hafizh Syahrin      | Pull&Bear Aspar          | Speed Up     | 23   | +51.163   | 28º     |       |

### Ritirati
| Nº | Pilota                      | Squadra                  | Motocicletta | Giri | Griglia |
| -- | --------------------------- | ------------------------ | ------------ | ---- | ------- |
| 24 | Simone Corsi                | MV Agusta Forward Racing | MV Agusta F2 | 20   | 25º     |
| 27 | Andi Farid Izdihar          | Idemitsu Honda Team Asia | Kalex        | 17   | 26º     |
| 57 | Edgar Pons                  | Federal Oil Gresini      | Kalex        | 12   | 23º     |
| 99 | Kasma Daniel Bin Kasmayudin | Onexox TKKR SAG          | Kalex        | 10   | 29º     |
| 40 | Héctor Garzó                | Flexbox HP 40            | Kalex        | 5    | 11º     |
| 9  | Jorge Navarro               | Beta Tools Speed Up      | Speed Up     | 5    | 14º     |
| 11 | Nicolò Bulega               | Federal Oil Gresini      | Kalex        | 0    | 7º      |
| 21 | Fabio Di Giannantonio       | Beta Tools Speed Up      | Speed Up     | 0    | 3º      |

## Moto3

### Arrivati al traguardo
| Pos. | Nº | Pilota             | Squadra                       | Motocicletta  | Giri | Tempo     | Griglia | Punti |
| ---- | -- | ------------------ | ----------------------------- | ------------- | ---- | --------- | ------- | ----- |
| 1º   | 25 | Raúl Fernández     | Red Bull KTM Ajo              | KTM RC 250 GP | 21   | 38'06.272 | 1º      | 25    |
| 2º   | 7  | Dennis Foggia      | Leopard Racing                | Honda NSF250R | 21   | +5.81     | 8º      | 20    |
| 3º   | 52 | Jeremy Alcoba      | Kömmerling Gresini            | Honda NSF250R | 21   | +5.866    | 8º      | 16    |
| 4º   | 11 | Sergio García      | Estrella Galicia 0,0          | Honda NSF250R | 21   | +6.447    | 12º     | 13    |
| 5º   | 14 | Tony Arbolino      | Rivacold Snipers              | Honda NSF250R | 21   | +12.998   | 27º     | 11    |
| 6º   | 40 | Darryn Binder      | CIP Green Power               | KTM RC 250 GP | 21   | +13.065   | 18º     | 10    |
| 7º   | 13 | Celestino Vietti   | SKY Racing Team VR46          | KTM RC 250 GP | 21   | +13.907   | 14º     | 9     |
| 8º   | 79 | Ai Ogura           | Honda Team Asia               | Honda NSF250R | 21   | +13.929   | 5º      | 8     |
| 9º   | 17 | John McPhee        | Petronas Sprinta Racing       | Honda NSF250R | 21   | +13.945   | 19º     | 7     |
| 10º  | 53 | Deniz Öncü         | Red Bull KTM Tech 3           | KTM RC 250 GP | 21   | +14.438   | 11º     | 6     |
| 11º  | 23 | Niccolò Antonelli  | SIC58 Squadra Corse           | Honda NSF250R | 21   | +14.458   | 7º      | 5     |
| 12º  | 75 | Albert Arenas      | Gaviota Aspar                 | KTM RC 250 GP | 21   | +14.708   | 6º      | 4     |
| 13º  | 71 | Ayumu Sasaki       | Red Bull KTM Tech 3           | KTM RC 250 GP | 21   | +19.285   | 3º      | 3     |
| 14º  | 99 | Carlos Tatay       | Reale Avintia                 | KTM RC 250 GP | 21   | +23.195   | 29º     | 2     |
| 15º  | 27 | Kaito Toba         | Red Bull KTM Ajo              | KTM RC 250 GP | 21   | +24.233   | 17º     | 1     |
| 16º  | 70 | Barry Baltus       | CarXpert PrüstelGP            | KTM RC 250 GP | 21   | +24.26    | 13º     |       |
| 17º  | 6  | Ryusei Yamanaka    | Estrella Galicia 0,0          | Honda NSF250R | 21   | +24.321   | 31º     |       |
| 18º  | 31 | Adrián Fernández   | Rivacold Snipers              | Honda NSF250R | 21   | +24.425   | 20º     |       |
| 19º  | 82 | Stefano Nepa       | Gaviota Aspar                 | KTM RC 250 GP | 21   | +24.625   | 22º     |       |
| 20º  | 55 | Romano Fenati      | Sterilgarda Max Racing Team   | KTM RC 250 GP | 21   | +24.672   | 23º     |       |
| 21º  | 16 | Andrea Migno       | SKY Racing Team VR46          | KTM RC 250 GP | 21   | +27.637   | 16º     |       |
| 22º  | 92 | Yuki Kunii         | Honda Team Asia               | Honda NSF250R | 21   | +34.49    | 15º     |       |
| 23º  | 50 | Jason Dupasquier   | CarXpert PrüstelGP            | KTM RC 250 GP | 21   | +34.884   | 30º     |       |
| 24º  | 54 | Riccardo Rossi     | BOE Skull Rider Facile Energy | KTM RC 250 GP | 21   | +35.003   | 25º     |       |
| 25º  | 73 | Maximilian Kofler  | CIP Green Power               | KTM RC 250 GP | 21   | +35.092   | 24º     |       |
| 26   | 9  | Davide Pizzoli     | BOE Skull Rider Facile Energy | KTM RC 250 GP | 21   | +35.216   | 28º     |       |
| 27   | 2  | Gabriel Rodrigo    | Kömmerling Gresini            | Honda NSF250R | 21   | +40.329   | 10º     |       |
| 28   | 89 | Khairul Idham Pawi | Petronas Sprinta Racing       | Honda NSF250R | 21   | +46.973   | 21º     |       |

### Ritirati
| Nº | Pilota         | Squadra                     | Motocicletta  | Giri | Griglia |
| -- | -------------- | --------------------------- | ------------- | ---- | ------- |
| 24 | Tatsuki Suzuki | SIC58 Squadra Corse         | Honda NSF250R | 19   | 4º      |
| 5  | Jaume Masiá    | Leopard Racing              | Honda NSF250R | 17   | 9º      |
| 21 | Alonso López   | Sterilgarda Max Racing Team | Husqvarna     | 14   | 26º     |